# Rayleya bahiensis
Rayleya bahiensis är en malvaväxtart som beskrevs av C.L. Cristóbal. Rayleya bahiensis ingår i släktet Rayleya och familjen malvaväxter. Inga underarter finns listade i Catalogue of Life.